# 幻六邊形
幻六邊形（Magic hexagon）是由一組以中心六邊形數方式排列的整數組成的形狀。在該形狀之中，每列數值之和必須相同。
一個n階的正幻六邊形（Normal magic hexagon）包含1至3n2 − 3n + 1的所有整數。經數學家證明，正幻六邊形只有1階和3階，而且兩種正幻六邊形都只有一個解。

1階的正幻六邊形，只有1這個整數，常數為1
3階的正幻六邊形，包含1到19，常數為38